# Alpheus (mitologie)
Alfeu sau Alfios este, în mitologia greacă, zeul apei cu același nume, care izvora din Arcadia și se vărsa în mare. Îndrăgostit de nimfa Aretusa, Alfeu a urmărit-o până în insula Ortygia, unde fugara a fost transformată de către Artemis într-un izvor.

## Mitologie
În mitologie greacă, Alfeu este fiul titanilor Ocean și Thetys, frate cu Nil, Eridan, Struma, Meandru și Istru (Dunărea).

## În ficțiune

### Opera antică
Alfeu este menționat de Ibicos si mitul său este relatat de Polybios, Strabon și Pausanias. Strabon (6.270) amintește de povestea potrivit căreia o cupă aruncată în rîul Alfeu la Olimpia ar fi reaparut la Ortigia în izvorul Aretusa. Este menționat, de asemenea, în Metamorfoze, V, de Ovidiu.

### Altele
Percy Bysshe Shelley s-a inspirat de versiunea din Metamorfoze pentru poezia sa Aretusa.